# Heptamer
Heptamer (ze starořečtiny ἑπτά = sedm) v biologii a chemii označuje molekulu složenou ze sedmi menších podjednotek, tzv. monomerů, navzájem kovalentně vázaných, nebo i sedm molekul vázaných slabšími mezimolekulárními interakcemi (iontovou vazbou, vodíkovými můstky nebo van der Waalsovými silami). Heptamery jsou speciálním případem oligomerů. Jsou-li podjednotky heptameru identické, nazývá se homoheptamerem.